# Leiopicus
Leiopicus is een geslacht van vogels uit de familie spechten (Picidae) met maar één soort, de Indische bonte specht (Leiopicus mahrattensis).